# 사이드 루스타이
사이드 루스타이(페르시아어: سعید روستایی,  영어: Saeed Roustayi, 1989년 8월 14일 ~ )는 이란의 영화 감독, 영화 각본가이다.

## 작품 목록
- 라이프 앤드 어 데이 (2016) - 연출, 각본
- 폐색 (2017) - 각본
- 저스트 6.5 (2019) - 연출, 각본
- 레일라의 형제들 (2022) - 연출, 각본